# Paletta (sport)
La paletta è uno sport di squadra sferistico praticato prevalentemente in Italia.

## Regolamento
Questa specialità ha affinità con la spaola e pelota a paleta. Ogni squadra è composta da 4 atleti attivi in campo da gioco oltre eventuali riserve. Il campo misura massimo  35 m e minimo 30 m in lunghezza nonché 10 m in larghezza con muro laterale di appoggio. L'attrezzo impiegato per giocare è un tipo di racchetta in legno a piatto solido non superiore al peso di 8 etti e lungo massimo 40 cm; la palla è quella da tennis depressurizzata. La partita è composta da giochi e per vincere un gioco si devono totalizzare 4 punti; vince la partita chi totalizza 13 giochi.